# Генріх Дернбург
Генріх Дернбург (нім. Heinrich Dernburg; 1829—1907) — німецький цивіліст, визнаний фахівець з римського права. Ректор Берлінського університету в 1884—1885 рр.
Цивілістичні погляди Дернбурга суттєво вплинули на зміст Німецького цивільного уложення.
Г. Дернбург почесний член Московського та Петербурзького, Київського (з 1900 р.), Юр'євського (з 1902 р.),  та Томського (з 1905 р.) університетів.

## Праці
- Пандекты. Т. 1: Общая часть / Пер. под рук. и ред. П. Соколовского. М.: Тип. унив., 1906.
- Пандекты. Т. 1: Ч. 2: Вещное право; Под ред.: А. Ф. Мейендорф, бар.; Пер.: А. Ю. Блох, А. Я. Гальперн; Соавт.: И. Бирман, проф. — 6-е изд., испр. — С.-Пб.: Гос. Тип., 1906. — 376 с.
- Пандекты. Т. 2: Обязательственное право. 2-е изд. / Пер. под рук. и ред. П. Соколовского. М.: Универ. тип., 1911.
- Пандекты. Т. 3: Семейное и наследственное право. (Кн. 4, 5)/ Дернбург Г.; Перевод с последнего (седьмого) немецкого издания под ред.: А. С. Кривцов, проф.; Пер.: А. Г. Гойхбарг, Б. И. Элькин. — С.-Пб.: Изд. юрид. кн. склада «Право», 1911. — 499 с.
- Die Kompensation (1854).
- Das fandrecht (2 т., 1860).
- Lehrbuch des preuss. Privatrechts (3 т., 1871—1896).
- Das burgtrliche Recht des Deutschen Reichs u Preussens (5 т., 1898).